# Josep Argemí i Rocabert
Josep Argemí i Rocabert (Sabadell, 10 de febrer de 1911 - Sabadell, 3 d'octubre de 1974) fou un futbolista català de la dècada de 1930.

## Trajectòria
Començà a destacar a l'EC Granollers l'any 1931. El 1934 ingressà al CE Sabadell i un any més tard fou fitxat pel FC Barcelona. Amb el Barça jugà cinc temporades, tres d'elles durant la Guerra Civil i guanyà dos Campionats de Catalunya, una Lliga Mediterrània i una Lliga Catalana. Finalitzada la contesa retornà al CE Sabadell. També jugà amb la selecció catalana de futbol entre 1934 i 1936. També fou entrenador del CE Sabadell la temporada 1949-50.

## Palmarès
- Campionat de Catalunya de futbol:
  - 1935-36, 1937-38
- Lliga Mediterrània de Futbol:
  - 1936-37
- Lliga Catalana de Futbol:
  - 1937-38